# شركة رابغ للتكرير والبتروكيماويات
شركة رابغ للتكرير والبتروكيماويات بترو رابغ هي شركة مساهمة سعودية، تأسست يوم التاسع عشر من سبتمبر عام 2005، يبلغ رأس مال الشركة ثمانية مليارات وسبعمئة وستين مليون ريال سعودي، ويعتبر مشروع بترو رابغ مشروع مشترك بين المساهمين الرئيسيين وهما : شركة الزيت العربية السعودية أرامكو وتبلغ نسبة مشاركتها في الشركة 37.50%، وشركة سوميتومو كيميكال كومباني ليمتد وتبلغ نسبة مشاركتها في الشركة 37.50%، في حين نسبة 25% طرحت في سوق الأسهم.
ويعتبر مشروع شركة رابغ للتكرير والبتروكيماويات مشروع مشترك تبلغ قيمته نحو 10 مليارات دولار، ويضم مشروع بترورابغ 23 وحدة تنتج 18.4 مليون طن سنويا من المنتجات القائمة على البترول، إضافة إلى 2.4 مليون طن سنويا من الإيثيلين ومشتقات البروبيلين. ويتم استخدام منتجات بترورابغ عقب تحويلها في صناعة منتجات استهلاكية متعددة أخرى، مثل البلاستيك والمنظفات والزيوت والأصماغ والمبردات، ومضادات التجمد، والدهانات، والسجاد، ويقع مشروع بترورابغ على البحر الأحمر.